# شیبیندی
شیبیندی (قزاقی: Шыбынды) یک در یاچه در کشور قزاقستان است که در استان قراغندی جای دارد.